# Willi Mallon
Willi Mallon (* 1926 in Danzig; † 26. Dezember 1995) war Anfang der 1950er Jahre einer der stärksten deutschen Tischtennisspieler.

## Werdegang
Mallon wuchs in seiner Geburtsstadt Danzig auf. Nach dem Zweiten Weltkrieg lebte er in Kassel. Hier gehörte der Abwehrspieler nacheinander den Vereinen Olympia Niederzweren, KSV Hessen Kassel, SV Hermannia Kassel und SV Grün-Weiß Kassel an.
Bei der Nationalen deutschen Meisterschaft belegte Mallon 1951 im Einzel Platz drei. Ein Jahr später wurde er zusammen mit Kurt Seifert deutscher Vizemeister im Doppel. Von 1952 bis 1954 wurde er dreimal in Folge Hessenmeister im Einzel. 1952 gewann er mit der hessischen Mannschaft den Deutschlandpokal. In der deutschen Rangliste belegte er 1953 Platz 6.
Dreimal wurde er für die Nationalmannschaft nominiert. So war er auch bei der Weltmeisterschaft 1951 in Wien dabei.

## Turnierergebnisse
| Verband | Veranstaltung     | Jahr | Ort  | Land | Einzel | Doppel | Mixed     | Team |
| ------- | ----------------- | ---- | ---- | ---- | ------ | ------ | --------- | ---- |
| GER     | Weltmeisterschaft | 1951 | Wien | AUT  | Qual   | Qual   | letzte 64 | 10   |